# Butilglikol
Butilglikol je univerzalno čistilo za odstranjevanje premazov. V proizvodu vsebovani neionski tenzidi so v skladu z zakonskimi zahtevami za pralna in čistilna sredstva povprečno najmanj 90% biološko razgradljivi.
Snov je vnetljiva, zdravju škodljiva pri vdihavanju in v stiku s kožo, pri čemer lahko pri stiku s kožo povzroči preobčutljivost. Simptomi zastrupitve lahko nastopijo šele po nekaj urah, zato je potreben zdravniški nadzor najmanj 48 ur po nezgodi.
Ima vrelišče pri 82 °C, plamenišče pri 11 °C in vnetišče pri 370 °C.